# 苏豪弗
苏豪弗，是匈牙利包尔绍德-奥包乌伊-曾普伦州所辖的一个村。总面积16.05平方公里，总人口156，人口密度9.7人/平方公里（2011年1月1日）。